# Weixing (köpinghuvudort i Kina, Heilongjiang Sheng, lat 46,72, long 126,66)
Weixing (kinesiska: 卫星, 卫星镇) är en köpinghuvudort i Kina. Den ligger i provinsen Heilongjiang, i den nordöstra delen av landet, omkring 110 kilometer norr om provinshuvudstaden Harbin. Antalet invånare är 36 850. Befolkningen består av 18 333 kvinnor och 18 517 män. Barn under 15 år utgör 11,0 %, vuxna 15-64 år 79 %, och äldre över 65 år 8,0 %.
Runt Weixing är det tätbefolkat, med 297 invånare per kvadratkilometer. Närmaste större samhälle är Wangkui, 18,7 km nordväst om Weixing. Trakten runt Weixing består till största delen av jordbruksmark.
Genomsnittlig årsnederbörd är 833 millimeter. Den regnigaste månaden är juli, med i genomsnitt 217 mm nederbörd, och den torraste är januari, med 8 mm nederbörd.